# Chinapotamon
Chinapotamon is een geslacht van kreeftachtigen uit de klasse van de Malacostraca (hogere kreeftachtigen).

## Soorten
- Chinapotamon anglongense Dai & Naiyanetr, 1994
- Chinapotamon depressum (Dai, Y. Z. Song, L. L. Li & Liang, 1980)
- Chinapotamon glabrum (Dai, Y. Z. Song, L. L. Li & Liang, 1980)
- Chinapotamon longlinense Dai & Naiyanetr, 1994
- Chinapotamon pusillum (Song, 1984)
- Chinapotamon xingrenense Dai & Naiyanetr, 1994